# Phylloscopus ricketti
A Phylloscopus ricketti a verébalakúak (Passeriformes) rendjébe, ezen belül a füzikefélék (Phylloscopidae) családjába és a Phylloscopus nembe tartozó faj. 10-11 centiméter hosszú. Közép-Kínától délkelet-Kínáig költ az erdős területeken, délkelet-Ázsia északi részein telel. Gerinctelenekkel táplálkozik. Májustól júliusig költ.

## Fordítás
- Ez a szócikk részben vagy egészben  a   Sulphur-breasted warbler című angol Wikipédia-szócikk fordításán alapul.  Az eredeti cikk szerkesztőit annak laptörténete sorolja fel. Ez a jelzés csupán a megfogalmazás eredetét és a szerzői jogokat jelzi, nem szolgál a cikkben szereplő információk forrásmegjelöléseként.